# Tunyogi Csapó József
Tunyogi Csapó József (Kémer, 1790. október 24. – Kolozsvár, 1858. augusztus 27.) jogtudós, egyetemi tanár, a Magyar Tudós Társaság levelező tagja.

## Életpályája
Nemesi családban született Tunyogi Csapó Sándor és Kun Borbála fiaként. 1800 szeptemberétől Zilahon, 1804-től pedig Kolozsváron tanult. Zilahon egyik tanára Gyarmathi Sámuel volt. 1814-ben  kormányszéki írnok lett, és ugyanebben az évben a marosvásárhelyi királyi táblánál lett gyakornok. 1816. június 21-én ügyvédi oklevelet szerzett. Gróf Teleki József erdélyi kormányszéki tanácsos magával vitte Kolozsvárra, ahol folytatta szolgálatát a királyi kormányszéknél. Hivatali tevékenysége mellett eredeti levelek gyűjtésével foglalkozott. Több ízben együtt dolgozott Wesselényi Miklóssal, aki nagy hangsúlyt fektetett a jogi kérdésekben a pontosságra, és fontosnak tartotta a jogtörténeti dokumentumok összegyűjtését.
1820-ban a kolozsvári református főiskola jogtanárává nevezték ki, ahol a római jog, az erdélyi jogtörténet, jogforrások, közjog, magánjog, büntetőjog és perjog tantárgyakat adta elő. 1823-ban Pesten és Bécsben tartózkodott fél évig, hogy továbbképezze magát. 1823 és 1828 között az erdélyi főegyházi tanács titkári feladatkörét is ellátta; ebben a minőségében folytatta a korábban Inczédi László által elkezdett iratrendszerezést. Az általa készített indexek ma is használatosak; az ő munkájának köszönhető a főkonzisztóriumi levéltár mai rendje. Több ízben volt a kolozsvári főiskola rektora. 1824-ben Kolozs vármegye táblabírájának nevezték ki. Az 1830-as években Kolozsváron a Külső Magyar utcai tizedben majorja volt, de a református főiskola tanáraként a Farkas utca egyik tanári lakásában lakott. Neves tanítványai között volt Gyulai Pál és Szilágyi Sándor.
1832. március 9-én a Magyar Tudományos Akadémia Wesselényi Miklós ajánlására levelező tagjává választotta. 1834-ben az erdélyi országgyűlésen Közép-Szolnok megyét képviselte, és ő szerkesztette az országgyűlési naplókat.
Egyik első tagja volt a Pestalozzi hívei által 1846-ban alapított Kolozsvári Nevelői Körnek, melynek keretében a hazai történelem tanításának módszertanával foglalkozott. 1847-től selyemhernyó-tenyésztéssel foglalkozott, és miután 1848-at követően a jogtanári pályafutása megszakadt, nyugalomba vonult, és a főiskola jogi és gazdasági ügyeivel foglalkozott. Majorjában folytatta a selyemhernyó-tenyésztést, több ezer eperfával rendelkezett. Ebben a tevékenységében Erdély kormányzója, Friedrich Karl zu Schwarzenberg anyagilag is támogatta, így sikerült 1855-től selyemtenyésztési tanszéket szerveznie.
Az Akadémiában Szilágyi Ferenc tartott fölötte emlékbeszédet 1865. április 24-én. Sírja a házsongárdi temetőben található.

## Munkássága
Keveset írt és ezt is többnyire latinul. Cikkei a Közhasznú Esmeretek Tárában (1832. III. Compilata és Aprobata constitutiók Erdélyben); a Kolozsvári Lapban (1852. 377., 2378. és 380. sz. Selyemtenyésztési czikkek); a Mezei Naptárban (Kolozsvár, 1856. Selyemtermelés szüksége),; az Erdélyi református egyház Névkönyvében (1860., 1861. Aranka György, Lázár György, Csernátoni Vajda Péter és Eperjesi Zsigmond életrajza) jelentek meg. Több oklevelet is közölt az Erdélyi Történelmi Adatok III. kötetében (1858).
Kéziratban maradt 12 kötet okmánygyűjtemény (1690 darab oklevél) a református főiskola könyvtárában, ezt 1874-ben a Magyar Nemzeti Múzeum tára vásárolta meg. 1830-31-ben írt hat levele a Wesselényi család görcsönyi levéltárába került.
Erdélyben a református egyházban közzsinati végzések 1765-től 1795-ig (Kolozsvár, 1852) című kézirata a Kolozsvári Protestáns Teológiai Intézet könyvtárában található.